# Oberhohndorf
Oberhohndorf ist ein Stadtteil der Stadt Zwickau. Der Stadtteil Oberhohndorf liegt im Stadtbezirk Zwickau-Süd und trägt die amtliche Nummer 52. Oberhohndorf wurde 1944 nach Zwickau eingemeindet.

## Geografie

### Lage

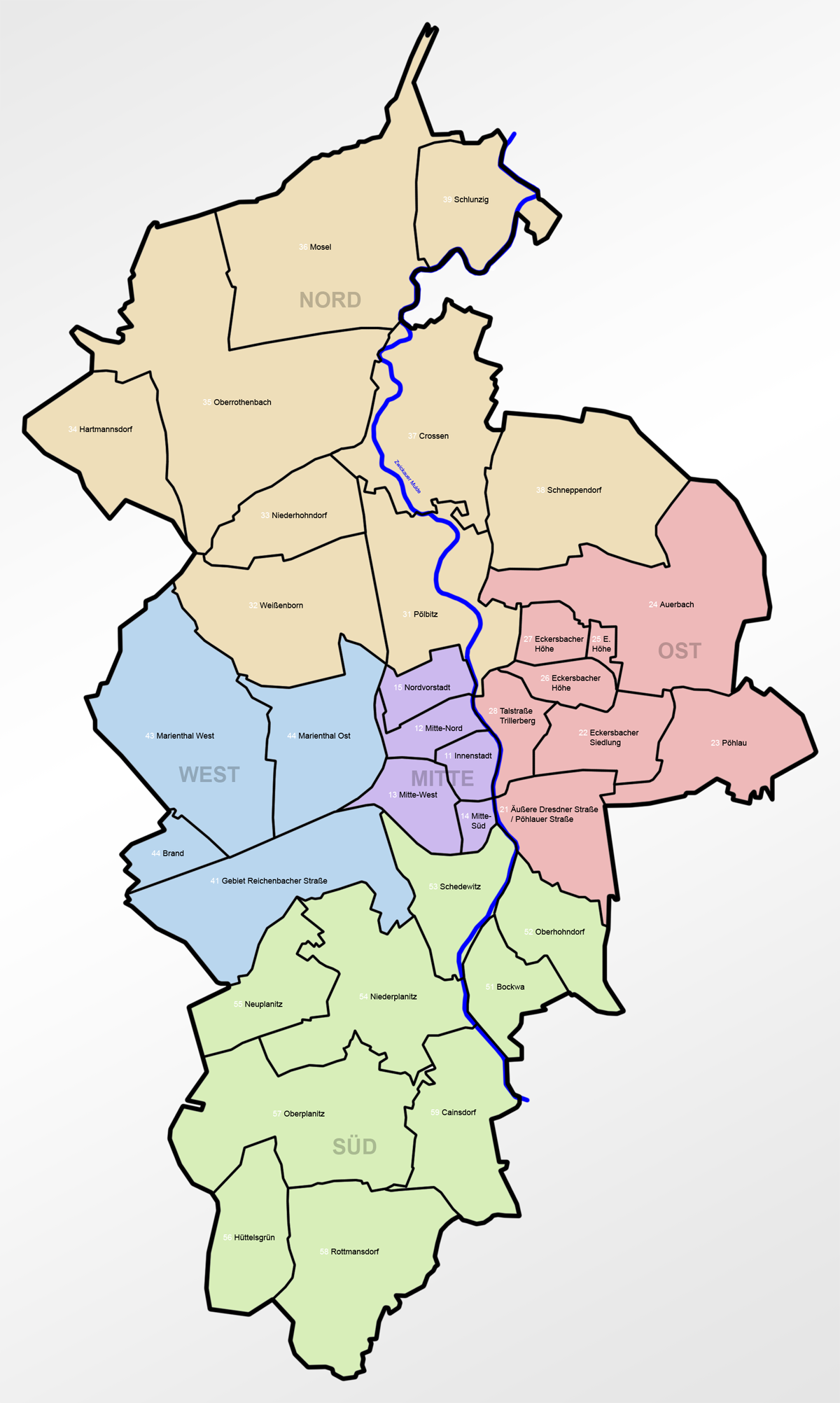

Das erweiterte Gassendorf liegt auf einem sich südlich der Zwickauer Mulde annähernd in Ost-West-Richtung erstreckenden Höhenrücken. Der Westhang des Höhenrückens fällt steil zur Bockwaer Senke ab und wird „die Schweiz“ genannt. In Oberhohndorf gibt es weitere im 19. Jahrhundert entstandene Siedlungen, die nach ihrem Baustil die Namen „Amerika“ und „Tirol“ erhielten.

### Nachbarorte
|                            | Gebiet Äußere Dresdner Straße/Pöhlauer Straße |           |
| Schedewitz/Geinitzsiedlung | Kompassrose, die auf Nachbargemeinden zeigt   | Reinsdorf |
| Bockwa                     | Niederhaßlau                                  | Vielau    |

## Geschichte

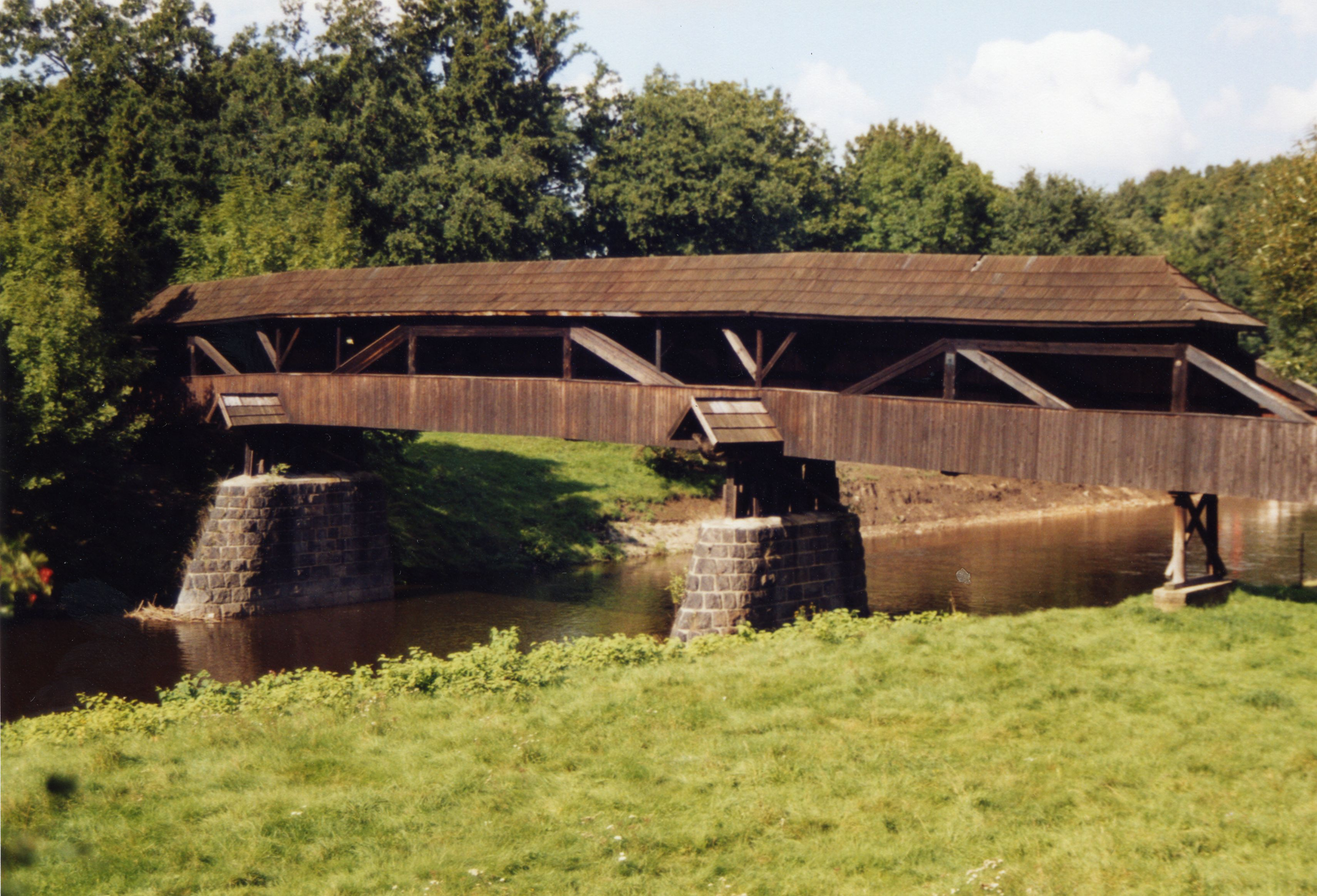
Röhrensteg Zwickau

Oberhohndorf wurde 1219 als „Hoendorf“ erstmals urkundlich erwähnt. In diesem Jahr verlegte der Markgraf von Meißen, Dietrich der Bedrängte, das Kloster der Zisterzienserinnenkloster von Zwickau nach Eisenberg. In diesem Zusammenhang wurde das unter der Gerichtsbarkeit von Zwickau stehende Gassendorf Hoendorf erwähnt, da es seinen Zehnt an das Zisterzienserinnenkloster Eisenberg abgeben musste. Im Jahr 1273 schenkte der Stadtrichter Heinrich Roßmarkt mit grundherrlicher Genehmigung die obere Hälfte des Orts samt dem dabei liegenden Wald dem Zisterzienser-Kloster Grünhain. Den restlichen Teil seiner Güter in Hoendorf überließ Roßmarkt dem Meißner Burggrafen Meinher aus dem Geschlecht der Meinheringer im Jahr 1278. Dadurch mussten die Einwohner des Orts die abzuliefernden Getreidezinsen an Korn, Gerste und Hafer nicht mehr an das Kloster Grünhain, sondern anteilig an den Pfarrer im ebenfalls zum Kloster Grünhain gehörigen Nachbarort Bockwa sowie an das Amt Zwickau entrichten. Im Jahr 1289 erhielt das Kloster Grünhain die volle Gerichtsbarkeit über Hoendorf. Dies wurde im Jahr 1310 nochmals bestätigt. In der folgenden Zeit wurde Hoendorf zur besseren Unterscheidung des nördlich von Zwickau liegenden Hoendorfs als „Oberhohndorf“, jenes als „Niederhohndorf“ bezeichnet.
Nach der Auflösung des Klosters Grünhain im Zuge der Reformation wurde im Jahr 1533 aus seinen Besitzungen das landesherrliche, kursächsische Amt Grünhain gebildet. Aus diesem wurden die um Zwickau gelegenen Dörfer im Jahr 1536 herausgelöst und dem Amt Zwickau als Amtsdörfer zugeschlagen. Ebenfalls 1533 wurde Oberhohndorf nach Bockwa eingepfarrt. Im gleichen Jahr wurde der Röhrensteg zwischen Oberhohndorf und Schedewitz erstmals erwähnt. Diese überdachte Holzbrücke, welche in hölzernen Rohrleitungen Trinkwasser aus dem Reinsdorfer Grund über die Zwickauer Mulde nach Zwickau brachte, wurde 1546 durch eine Eisfahrt weggerissen. In ihrer heutigen Gestalt existiert sie seit 1790. Im Jahre 1830 wurde die neue Wildenfelser Straße durch den Ort gebaut.
Oberhohndorf gehörte bis 1856 zum kursächsischen bzw. königlich-sächsischen Amt Zwickau. Im Jahr 1856 kam der Ort zum Gerichtsamt Zwickau und 1875 zur Amtshauptmannschaft Zwickau. Im 19. Jahrhundert war Oberhohndorf ein Zentrum des Zwickauer Steinkohlenreviers. Nach der Jahrhundertwende schlossen nach und nach die meisten Schächte. Als letztes Steinkohlenwerk auf Oberhohndorfer Flur stellte der Zwickau-Oberhohndorfer Steinkohlenbau-Verein 1936 die Förderung ein. Oberhohndorf erhielt im Jahr 1874 eine Freiwillige Feuerwehr und im Jahr 1899 eine neue Schule.
Mit der durch den Reichsstatthalter von Sachsen angeordneten Auflösung der Gemeinde Bockwa zum 1. April 1939 erhielt die Gemeinde Oberhohndorf den als „Altbockwa“ bezeichneten unteren Teil dieser Gemeinde, der sich östlich der Zwickauer Mulde befindet. Dieser erstreckt sich von der Flurgrenze mit Oberhohndorf an bis zum Schmelzbach einschließlich des Bockwaer Friedhofs bis zur Mitte der Zwickauer Mulde.
Am 1. Januar 1944 erfolgte die Eingemeindung der zu dieser Zeit ca. 4500 Einwohner zählenden Gemeinde Oberhohndorf in die kreisfreie Stadt Zwickau. Durch die zweite Kreisreform in der DDR kam Oberhohndorf im Jahr 1952 als Teil der kreisfreien Stadt Zwickau zum Bezirk Chemnitz (1953 in Bezirk Karl-Marx-Stadt umbenannt). Im Zuge der sächsischen Kreisreform 2008 wurde die seit 1990 im Freistaat Sachsen liegende Stadt Zwickau in den Landkreis Zwickau eingegliedert, wodurch auch der Stadtteil Oberhohndorf nun im Landkreis Zwickau liegt. Der einst nach Oberhohndorf eingemeindete Teil von Bockwa bildet innerhalb der Stadt Zwickau einen eigenen Stadtteil.

### Geschichte des Kohlebergbaus in Oberhohndorf

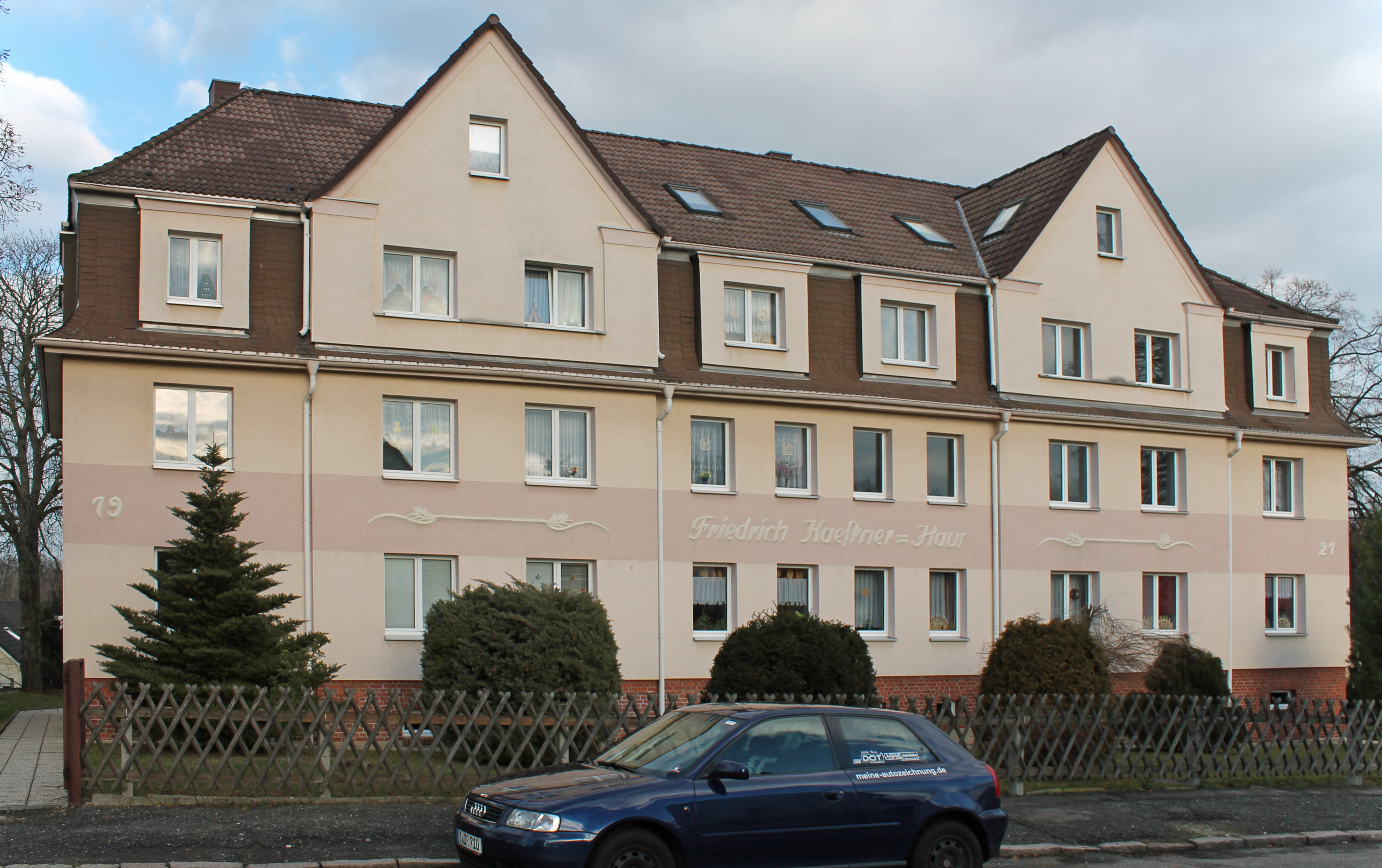
Haus des Oberhohndorfer Porzellanfabrikanten Friedrich Kästner

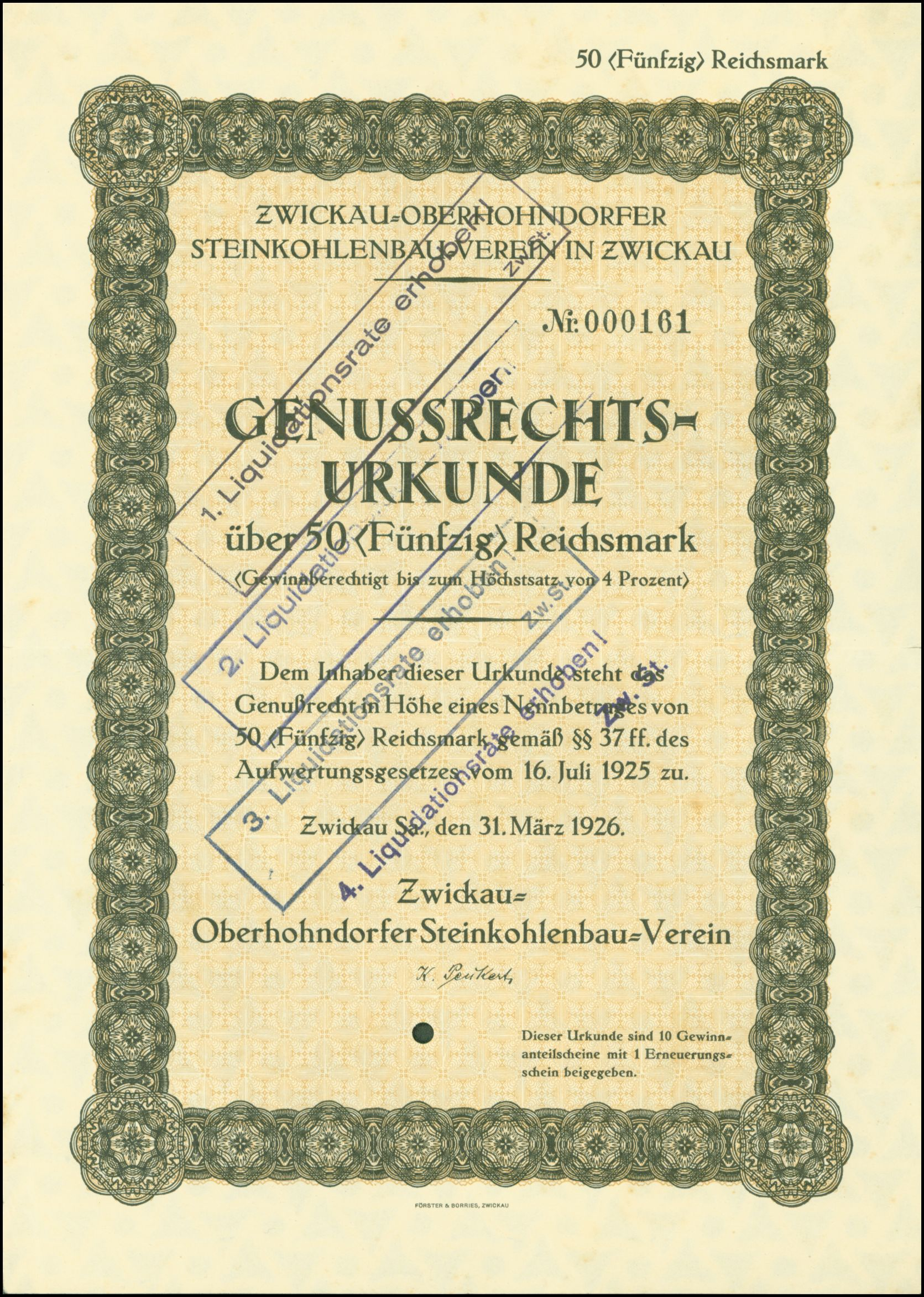
Genussrechtsurkunde über 50 RM des Zwickau-Oberhohndorfer Steinkohlenbauvereins vom 31. März 1926

Im Jahr 1348 wurden die Steinkohlenfunde in Oberhohndorf erstmals schriftlich belegt. Die nächsten Belege stammen aus dem 16. Jahrhundert. So erfolgte im Jahr 1525 eine  Bergwerksverschreibung des Herzogs Johann von Sachsen für den Zwickauer Bürger Martin Römer über ein Bergwerk zu Hoendorf bei Zwickau. Im Jahr 1530 wurden auf Oberhohndorfer Flur weitere Steinkohlevorkommen gefunden. Im Jahr 1532 trat die erste Kohleordnung in Kraft.
Der Steinkohlenbergbau hatte in den folgenden Jahrhunderten entscheidenden Einfluss auf die Entwicklung des Ortes. Die Steinkohle wurde durch „Kohlebauern“ im Tage- und Tiefbau in der Winterzeit gewonnen, wenn die Feldarbeit ruhte. Die Bauern wurden durch die Stadt Zwickau mit der Kohlengerechtigkeit belehnt.
Durch die Lage auf dem Höhenrücken waren die Oberhohndorfer Gruben in der Lage, ohne aufwendige Wasserhaltung die Kohle zu gewinnen, das Grubenwasser floss über den Bockwa-Hohndorfer Hauptstolln und den Gnaspe- oder Knaspestolln in die Zwickauer Mulde. Trotzdem war der Bergbau 1826 bereits unter die Stollnsohle vorgedrungen, so dass auf dem Schacht „Junger Wolfgang“ die erste Dampfmaschine des Zwickauer Reviers aufgestellt wurde. Sie diente gleichzeitig zur Kohleförderung und zur Grubenentwässerung. Im Jahre 1830 wurden die ersten vier Koksöfen des Zwickauer Reviers in Oberhohndorf errichtet.
Die wichtigsten Oberhohndorfer Steinkohlenwerke im 19. und 20. Jahrhundert waren der Zwickau-Oberhohndorfer Steinkohlenbau-Verein mit den Wilhelmschächten, der Oberhohndorfer Schader-Steinkohlenbauverein mit dem Hermann-, Augustus- und Schader-Schacht, das Steinkohlenwerk Friedrich Ebert Erben ganz im Osten der Gemeinde und der Oberhohndorfer Forst-Steinkohlenbauverein mit dem Forstschacht am Muldenufer, nur wenig östlich der neuen Schedewitzer Brücke. Zur Abfuhr der dort geförderten Steinkohlen konstituierte sich am 10. Mai 1858 die Aktiengesellschaft Oberhohndorf-Reinsdorfer Kohleneisenbahn. Diese errichtete in den Jahren 1858 und 1859 mit der Oberhohndorf-Reinsdorfer Kohleneisenbahn eine Industriebahn, die im Übergabebahnhof Schedewitz (heutiges Areal der Zwickauer Stadthalle und des Glück-Auf-Centers) begann und ungeachtet des steilen Geländes zu den Schächten bei Oberhohndorf und Reinsdorf führte.
Anfang des 20. Jahrhunderts schlossen nach und nach die meisten Schächte und ein gewinnbringender Betrieb der Kohlebahn war nicht mehr möglich. Als letztes Steinkohlenwerk auf Oberhohndorfer Flur stellte der Zwickau-Oberhohndorfer Steinkohlenbau-Verein 1936 die Förderung ein. Am 31. Dezember 1939 löste sich die Gesellschaft auf. Die Gleise und Fahrzeuge der Oberhohndorf-Reinsdorfer Kohleneisenbahn gingen an die Deutsche Reichsbahn über, die das Streckennetz fortan als Reinsdorfer Industriebahn weiter betrieb. Das Gelände des Forstschachtes wurde durch die Halde des Erzgebirgischen Steinkohlen-Actien-Vereins überkippt. Diese Halde erstreckt sich auf nördlicher Seite entlang der Wildenfelser Straße und versperrt die Sicht auf die Stadt Zwickau. Insgesamt gab es in Oberhohndorf weit über 23 Schächte. Die Halden wurden in den 1970er Jahren begrünt.
Durch die industrielle Verwertung der Kohle entstanden neue Industrien, und in Oberhohndorf gründete der Bergbauunternehmer Florentin Kästner 1882 die Porzellanfabrik Kaestner.
Die Geschichte des Oberhohndorfer Steinkohlenbergbaues wird durch den vom Steinkohlenbergbauverein Zwickau angelegten und unterhaltenen Bergbaulehrpfad Schedewitz–Oberhohndorf veranschaulicht.

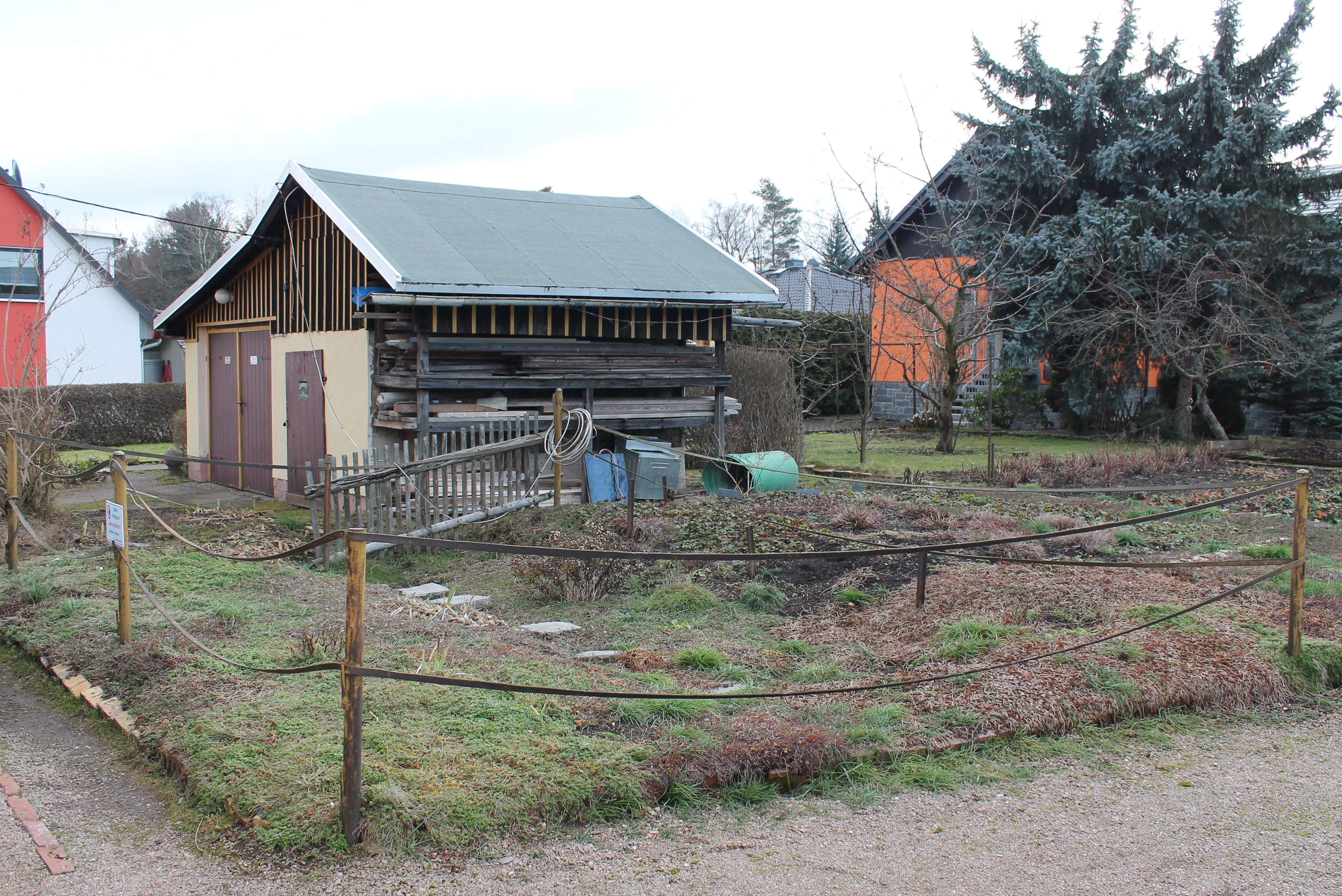
Binge des Frisch-Glück-Schachtes I
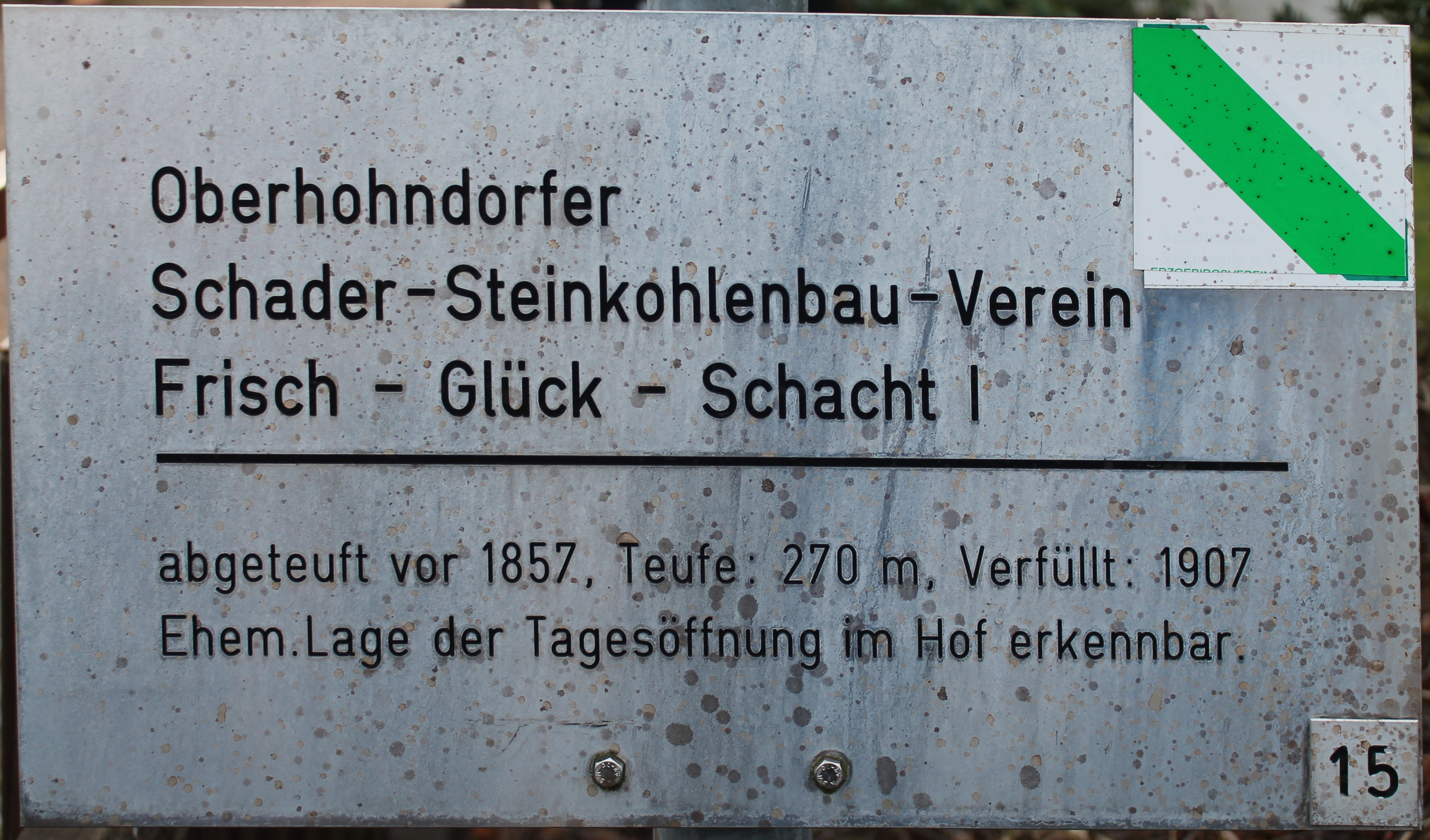
Bergbaulehrpfad Nr. 15

### Bevölkerungsentwicklung
| Datum   | Einwohnerzahl |
| ------- | ------------- |
| 1553/54 | 27            |
| 1764    | 21            |
| 1834    | 166           |
| 1871    | 953           |
| 1890    | 1492          |
| 1910    | 2169          |
| 1925    | 3167          |
| 1939    | 4418          |

| Datum             | Einwohnerzahl |
| ----------------- | ------------- |
| 31. Dezember 1998 | 2.156         |
| 31. Dezember 2000 | 2.266         |
| 31. Dezember 2002 | 2.363         |
| 31. Dezember 2004 | 2.356         |
| 31. Dezember 2005 | 2.357         |
| 30. Juni 2011     | 2.299         |

## Verkehr
Im Westen von Oberhohndorf verläuft die Bundesstraße 93. Diese ist über die „Wildenfelser Straße“ durch Oberhohndorf mit der Bundesautobahn 72, Abfahrt „Zwickau-Ost“ verbunden.
Zur Zeit des Steinkohlebergbaus in Oberhohndorf war der Ort über die Oberhohndorf-Reinsdorfer Kohleneisenbahn, welche später als Reinsdorfer Industriebahn fortgeführt wurde, an das Schienennetz angebunden. Auf dieser Strecke fand ausschließlich Güterverkehr statt.

## Persönlichkeiten
- Friedrich Kästner (1855–1924), Porzellanfabrikant aus Oberhohndorf
- Paul Gerhardt (1867–1946), Komponist und Organist
- Albert Schwarz (1895–1977), Maler, Grafiker und Plastiker
- Erich Schulz (1909–1999), Holzbildhauer
- Karlheinz Georgi (1934–2019), Maler und Hochschullehrer